# 2022 추석특집 아이돌스타 선수권대회
《2022 추석특집 아이돌스타 선수권대회》는 2022년 9월 9일부터 2022년 9월 12일까지 방송한 MBC 텔레비전 프로그램이다.

## 선수단 대표
- 최예나 (솔로)가수[1][2][3][4]
- 김요한 (위아이)
- 박시은 (스테이씨)
- 양정인 (스트레이키즈)

## 진행자
- 전현무
- 김다현
- 이홍기

## 출연자
- 남자 : 엔시티, 템페스트, 베리베리, 정세운, 김재환, 하성운,  김우석, 이진혁, 에이티비오, 킹덤, 
유나이트 스트레이키즈, 에이티즈, 드리핀, 다크비, 티에이엔, 엠씨엔디, 조승연, 원어스, 티엔엑스, 엑스디너리 히어로즈, 이펙스, 디케이지, 위아이, AB6IX, 씨아이엑스, 엔플라잉, 더보이즈, 크래비티, 피원하모니, 티오원

- 여자 : 아이브, 클라씨, 조유리, 최예나, 위클리, 에버글로우, (트와이스 다현), 빌리, 스테이씨, 엔믹스, 권은비, 박혜원, 아이칠린, 케플러, 로켓펀치, 하이키, 브레이브걸스, 앨리스, 체리블렛, 라붐

- 진한 글씨는 첫 출연한 참가 팀 선수

## 우승자

### 댄스스포츠
| 종목   | 금              | 은        | 동              |
| ------ | --------------- | --------- | --------------- |
| 여자부 | 케플러 션샤오팅 | 빌리 츠키 | 아이즈원 권은비 |

## 참고 사항
- 코로나19 사회적 거리두기 해제하면서, 방송 2년만에 재개되었다.